# شوجي ناكامورا

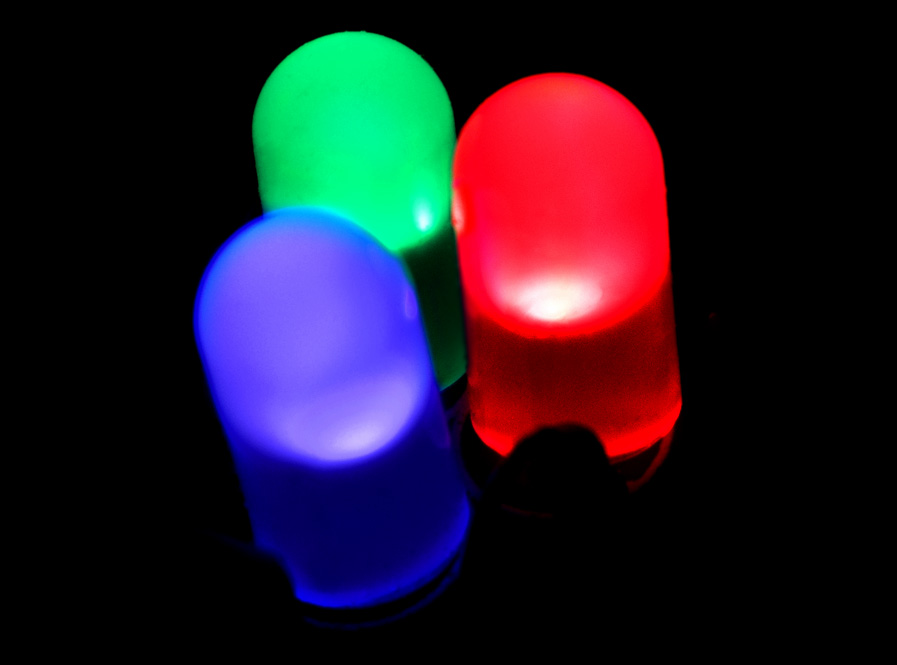
صمامات باعثة للضوء باللون الأحمر والأزرق والأخضر.

شوجي ناكامورا (باليابانية: 中村 修二) (ولد في 22 اذار 1954) هو بروفيسور ياباني أمريكي يعمل في قسم المواد في كلية الهندسة جامعة كاليفورنيا. حاز على جائزة نوبل في الفيزياء لجهوده في اختراع الدايود الباعث للون الأزرق الذي أحدث طفرة في تكنولوجيا الضوء. وفي عام 2018 حصل ناكامورا على جائزة زايد لطاقة المستقبل.

## روابط خارجية
- شوجي ناكامورا على موقع IMDb (الإنجليزية)
- شوجي ناكامورا على موقع الموسوعة البريطانية (الإنجليزية)
- شوجي ناكامورا على موقع مونزينجر (الألمانية)